# Alice Low
Alice Mary Low (* 1877 in Whitsome, Berwickshire; † 1954) war eine schottisch-britische Frauenrechtlerin und Frauenwahlrechtsaktivistin. Als eine der führenden Vertreterinnen der National Union of Women’s Suffrage Societies (NUWSS) in Edinburgh und Berwickshire setzte sie sich mit friedlichen Mitteln für die Erlangung des Frauenwahlrechts und für gerechtere Gesetze zum Beispiel gegen Sweatshops ein. Ebenfalls war sie im Ersten Weltkrieg und darüber hinaus ein führendes Mitglied des Queen Mary’s Army Auxiliary Corps (QMAAC). Sie war Amateurschauspielerin und übernahm Hauptrollen in den Aufführungen der British Empire Shakespeare Society.

## Leben
Alice Low wurde 1877 als erstes von drei Kindern von Alexander Low of Laws, Senator of the College of Justice (1845–1910) und Ann Adele Mackenzie (1856–1925), geboren. Sie hatte einen Bruder, James Alexander Low of Laws (1884–1914) und eine Schwester, Jessica (1879–1932). Über ihre Jugend und Ausbildung ist nichts bekannt.

### Frauenwahlrecht
Der erste Hinweis darauf, dass Low sich für das Frauenwahlrecht engagierte, ist ein Letter to the Editor vom Juli 1908 in der Zeitung The Berwick Advertiser. Sie erwähnte Länder, in denen Frauen bereits das Wahlrecht erhalten hätten, ohne dass dies negative Folgen gehabt hätte. Low nahm einige der gängigen Argumente gegen das Frauenwahlrecht auf (zum Beispiel, dass „der Platz der Frau im Haus sei“) und erklärte, warum sie anderer Meinung war. Und sie forderte die Leserinnen auf, sich über die Edinburgh National Society for Women's Suffrage in den örtlichen Zweigstellen zu informieren, wo man Broschüren erhalten könne und neue Mitglieder willkommen geheißen würden. Im darauf folgenden Monat hielt sie vor der Berwickshire Women's Suffrage Society eine Rede über die Politik der Suffragetten. Der Berwick Advertiser zitierte sie mit den Worten: „Wir bewundern die Suffragetten und sind uns darüber im Klaren, wie sehr die Sache durch ihre Bemühungen vorangetrieben wurde, aber wir zogen es vor, friedliche Wege zu beschreiten.“ Im September 1908 sprach sie auf einer Versammlung in Dundee über die Ungerechtigkeit des geltenden Rechtssystems gegenüber Frauen und nannte als Beispiele das Scheidungsrecht und die Lohngesetzgebung. Low wies auf Probleme sowohl in Fabriken als auch in Geschäften hin, wo weibliche Angestellte so wenig Lohn erhielten, dass einige gezwungen seien, sich als Prostituierte zu verkaufen. Zusammenfassend betonte Low: „Jetzt ist es an der Zeit, unermüdlich für das Wahlrecht zu arbeiten, das wir haben müssen und haben werden.“ Am 7. Oktober 1908 wurde sie vom Edinburgh-Zweig der NUWSS eingeladen, auf einer öffentlichen Versammlungzu sprechen. Am folgenden Tag stellte Women’s Franchise fest, dass mit Low als Organisatorin des Zweigs in Berwickshire, der bisher mit Low von Edinburgh aus betreut wurde, nun selbständig voranschreiten könne.
Im Januar 1909 sprachen beide Low-Schwestern auf einer Versammlung in ihrer Heimatstadt Whitsome. Alice Low war die erste Rednerin und wurde mit großem Beifall begrüßt. Sie wies auf die Herausforderungen hin, mit denen Frauen konfrontiert sind, und auf die Zahl der Berufe, von denen sie ausgeschlossen sind. Bei einem weiteren Treffen der NUWSS in Edinburgh im Februar 1909 teilte sie sich das Podium mit Elsie Inglis und Chrystal Macmillan. Low hielt „eine temperamentvolle Rede“, in der sie die Männer ermutigte, die Frauen bei der Erlangung des Wahlrechts zu unterstützen. Im April 1909 war die Mitgliederzahl des örtlichen Zweigs der Suffrage Society in Berwickshire von 40 im August 1908 auf 120 angestiegen. Im April 1909 fand in Coldstream im lokalen Community Council eine Debatte über einen Antrag statt, „dass ordnungsgemäß qualifizierten Frauen das Wahlrecht zu denselben Bedingungen gewährt werden sollte, wie es Männern gewährt wird oder gewährt werden kann“. Der Antrag wurde mit vierzig zu zehn Stimmen angenommen, auch wenn es viele Enthaltungen gab. Im August 1909 schloss sich Low unter anderen zusammen mit Wilhelmina Hay Abbott auf Fahrrädern der „Highland-Kampagne“ der NUWSS an und sprach zunächst in Kingussie, dann in Aviemore und Newtonmore. Lows Beschreibung in der NUWSS-Zeitschrift The Common Cause berichtet, wie für die Versammlungen mit Plakaten und Kreide auf den Bürgersteigen geworben wurde. Im November 1909 war Low in Aberdeen und sprach auf einer Versammlung des Aberdeen-Zweigs. Low konzentrierte sich auf die Frage des Wahlrechts im Zusammenhang mit arbeitenden Frauen und betrachtete die sozialen Aspekte.
Chrystal Macmillan und Low sprachen beide auf einer Wahlrechtsversammlung in Falkirk im April 1910. Low betonte erneut, dass die Methoden der NUWSS „absolut gesetzestreu“ seien. Sie wies darauf hin, dass die aktuellen Probleme des Landes so groß seien, dass die Frauen das Recht forderten, zu ihrer Lösung beizutragen. In ihrer Ausgabe vom 28. April vermerkte The Common Cause, dass 19 neue Mitglieder auf der Versammlung in Falkirk beigetreten wären und weitere fünf am nächsten Tag. Bei den Nachwahlen im April in Edinburgh war Low die Organisatorin der NUWSS für den Wahlkampf für den Sitz in South Edinburgh. Low befragte beide Kandidaten (Konservative und Liberale), von denen sich aber keiner für das Frauenwahlrecht aussprach. Millicent Garrett Fawcett, die Vorsitzende der NUWSS, sprach auf einer Versammlung in Coldstream im September 1910. Ihre Rede, über die ausführlich berichtet wurde, wurde mit großem Beifall aufgenommen. Low folgte ihr und hielt nach den Worten des Reporters „eine aufschlussreiche, von Humor durchdrungene Rede“, obwohl das Thema die Arbeitsausbeutung in den Sweatshops war.
Die Bekanntheit von Low veranlasste die Berwickshire News, am 4. April 1911 in ihrer Serie Women’s work and interests ein Profil von ihr (mit Foto) zu veröffentlichen. Der Artikel beschrieb sie als eine „magnetic personality“. Es wurde darauf hingewiesen, dass sie sich vor 1908 nicht für das Frauenwahlrecht engagiert hatte und nun Organisatorin der NUWSS für Edinburgh, Leith und Midlothian war. Zu ihren weiteren ehrenamtlichen Aktivitäten gehörten die Mitarbeit in der Scottish Federation of Women's Suffrage Societies, im Vorstand der Whitsome School, im Rat des Scottish Women’s First Aid Corps und als Vertreterin von Berwickshire im Rat der Athol Crescent School of Domestic Economy.
Bei den Nachwahlen in East Edinburgh im Januar 1912 übernahm Low eine „führende Rolle“ im Wahlkampf. In der Berichterstattung über ihre Rede vor der Younger’s Brewery veröffentlichte der Dundee Courier ein Foto von Low als Beilage zu einem Foto des Kandidaten der Liberalen. Low leitete im Dezember 1912 eine Versammlung für arbeitende Frauen, bei der Charlotte Despard, die Gründerin der Women’s Freedom League, die Hauptrednerin war. Das war nur wenige Tage, nachdem Low im Zusammenhang mit den letztlich scheiternden Versuchen eines beschränkten Wahlrechts, die 1912 im Parlament verhandelt wurde, zum Thema „Seien Sie nicht pessimistisch“ gesprochen hatte.
Muriel Matters aus Australien sprach im Januar 1913 in Addiewell gemeinsam mit Low und erläuterte, warum Frauen wie in Australien das Wahlrecht erhalten sollten. Low sprach erneut über die Arbeitsbedingungen in den Sweatshops. Low nannte die Taktik der militanten Suffragetten „bedauerlich“, als sie im Februar 1913 bei einer NUWSS-Sitzung in Edinburgh den Vorsitz führte. Sie erinnerte die Zuhörer daran, dass die NUWSS eine eigenständige Organisation sei und die Militanten nur einen kleinen Teil der gesamten Bewegung zur Erlangung des Frauenwahlrechts darstellten. Am 3. März 1913 listete der Manchester Daily Citizen eine Reihe von Frauenwahlrechtlerinnen auf, die während der Parlamentswahlen nach Houghton gekommen waren. Low war dort zusammen mit Alice Crompton, Muriel Matters und Annot Robinson. Low sprach in diesem Monat auf Versammlungen in Morpeth, Durham, Jarrow, Monkseaton und Bishop Auckland; sie berichtete, dass ihre Versammlungen „bis an die Türen gefüllt“ waren. Bei einer Demonstration im Hyde Park, die den Höhepunkt des Marsches der Suffragetten nach London bildete, stellte Macmillan Low als Rednerin auf einer der beiden schottischen Tribünen vor.
Auf der Jahreshauptversammlung des Leven-Zweiges im Oktober hielt Low eine „eloquente Rede“ über die gegenwärtige Lage der Suffragettenbewegung und die künftige Politik der NUWSS. Die Nachwahlen in West Lothian beschäftigten Low Ende Oktober und Anfang November als verantwortliche Organisatorin. Low beteiligte sich auch an einer öffentlichen Debatte zum Thema „Should Militant Methods be employed in the Agitation for Votes for Women?“ mit Muriel Scott als Sprecherin dafür und Low dagegen.
Im Januar 1914 sprach Low über die Frauenbewegung aus einer internationalen Perspektive und gab einen Überblick über die Verbesserungen in so unterschiedlichen Ländern wie Deutschland, Indien, Australien und Neuseeland, in denen Frauen das Wahlrecht erhalten hatten. Das Thema eines Vortrags, den Low im März desselben Jahres in Alloa hielt, war „Wie das Frauenwahlrecht dem Staat zugute kommt“. Noch im selben Monat sprach Low in Edinburgh über „Warum Frauen das Wahlrecht wollen“.

### Schauspiel und Sport
Im Jahr 1900 spielte Low in einer Farce namens The Mouse trap und einem Dialogstück namens Jerry and the sunbeam zugunsten eines patriotischen Fonds für schottische Soldaten im Rahmen eines Thé and Café Chantant in der Music Hall in Edinburgh.
1903 war Low sportlich aktiv und wurde Kapitänin des West of Edinburgh Ladies Hockey Team. Low spielte auch internationales Hockey für Schottland gegen England.
Im Februar 1904 trat Low in Shakespeares „Verlorene Liebesmüh“ in der Queen’s Hall Edinburgh auf, zugunsten des Baufonds für das Queen Alexandra’s Home for Officers’ Widows and Daughters. Im selben Monat spielte sie die Hauptrolle des Puck in Ein Sommernachtstraum in der St Cuthbert’s Hall in Edinburgh. Laut The Scotsman zeigte Low „dramatische und sprachliche Fähigkeiten von nicht geringer Qualität“. Die Produktion wurde von der British Empire Shakespearean Society durchgeführt, die drei Jahre zuvor (1901) gegründet worden war. Zu ihren Zielen gehörte es, „eine größere Vertrautheit mit Shakespeares Werk unter allen Klassen im gesamten Britischen Empire zu fördern“ und „der heranwachsenden Generation zu helfen, Shakespeares Werke nicht nur zu studieren, sondern auch zu lieben“.
Low spielte in einer Vielzahl von Stücken der British Empire Shakespearean Society, oft zugunsten wohltätiger Zwecke: Im Dezember 1904 war Low in der Komödie Mrs Hilary regrets zu sehen. Das Stück war Teil einer dramatischen und musikalischen Veranstaltung zur Unterstützung der Scottish Anti-Vivisection Society. 1906 trat sie in der Queen’s Hall in „Das Wintermärchen“ zugunsten der Soldiers’ and Sailors’ Help Society auf. Bei dieser Gelegenheit übernahm Lows Schwester Jessica eine der Hauptrollen. Im Dezember 1906 übernahm Low selbst die Rolle der „Viola“ in einer Inszenierung von „Verlorene Liebesmüh“ des Edinburgh-Zweigs der British Empire Shakespearean Society. 1907 war Low in Stratford-upon-Avon mit der British Empire Shakespearean Society als „exzellente Jessica“ in „Der Kaufmann von Venedig“ zu sehen.
Ein Foto und eine kurze Biografie von Low erschienen in The Gentlewoman im Januar 1914. Darin heißt es, sie sei „vielseitig“, und es werden ihre internationale Hockeykarriere, ihre Position im Schulausschuss von Whitsome, ihre aktive Teilnahme am Amateurtheater und ihre Position im Exekutivkomitee des Scottish Council for Women’s Trades aufgeführt.

### Erster Weltkrieg
Bei Kriegsausbruch 1914 machte Low gerade zusammen mit Lisa Gordon, der Organisationssekretärin der NUWSS, Urlaub in Bad Wildbad in Deutschland. Ihre Reise begann am 30. Juli in Edinburgh, nur wenige Tage vor Ausbruch des Ersten Weltkriegs. Die örtliche Polizei erteilte ihnen die Erlaubnis, nach Stuttgart zu fahren, von wo aus sie einen Zug zur Schweizer Grenze nahmen, um nach Großbritannien zurückzukehren. Nicht lange nach ihrer Rückkehr wurde Low am 25. August 1914 aufgefordert, Vertreterin der NUWSS im Relief Committee zu werden.
Später im Jahr wurde Low neben Alexia Jack und Agnes Henderson Brown Mitglied des Edinburgher Unterausschusses des Scottish Committee on Women's Employment. Im Dezember wurde sie zur Sekretärin ernannt. The Scotsman berichtete, dass neunundsechzig Frauen in verschiedenen Arbeitsräumen durch diese Gruppe beschäftigt wurden. The Gentlewomen berichtet über Lows Teilnahme an der feierlichen Eröffnung eines Arbeitsraums in der Melville Street, wo alte Kleider zu Kinderkleidung umgestaltet wurden. Ähnliche Arbeiten wurden für Soldaten durchgeführt, finanziert durch das Queen’s Work for Women-Programm. Low gehörte zum Hauskomitee der Räumlichkeiten in der Hope Park Terrace (The Women’s Emergency Committee Workroom), wo 55 Frauen in den Bereichen Bekleidung, Kochen und häusliche Krankenpflege arbeiteten.
Im Laufe des Jahres 1915 sprach Low auf Rekrutierungsveranstaltungen – in Verbindung mit der Women’s Patriotic Service League und dem Rosebery Royal Scots Recruiting Committee; ihre Mitrednerinnen waren Elizabeth Finlayson Gauld und Miss Louisa Lumsden. Nach der Hinrichtung von Edith Cavell hielt Low im Oktober 1915 einen Rekrutierungsappell, in dem sie ihre Zuhörerinnen und Zuhörer aufforderte, die gleiche Selbstaufopferung zu zeigen.
Im November 1915 ernannte der Staatssekretär für Schottland Low als zusätzliches Mitglied der Enquiry into women's clerical and secretarial work, die Beschäftigungen für Frauen vorschlagen sollte, deren Übernahme es den Männern ermöglichen würde, für die Streitkräfte freigestellt zu werden.
Frauenarbeit war weiterhin ein Thema für Low, da sie sich auf die neuen Möglichkeiten konzentrierte, die sich Frauen seit Kriegsbeginn in so unterschiedlichen Bereichen wie Ingenieurwesen, Technik und Büroarbeit eröffnet hatten; allerdings kritisierte sie die niedrige Entlohnung, die das Finanzministerium für Frauen in Büroberufen zahlte. Low schrieb einen ausführlichen Artikel für The Common Cause über den Beitrag der Frauenwahlrechtsbewegung und die Fortschritte, die sie bei der Förderung der Beschäftigung von Frauen in Bereichen wie Landwirtschaft und Gartenarbeit, als Straßenbahnfahrerinnen und Fahrkartenkontrolleurinnen sowie bei der direkten Beteiligung an der Kriegsarbeit erzielt habe. Low behauptete auch, dass Frauen nun in Banken und Versicherungsbüros gegenüber Männern bevorzugt würden. Sie kam zu dem Schluss, dass Frauen unter diesen Umständen „keine Gelegenheit verpassen sollten, ihre Argumente [für das Wahlrecht] vorzubringen“.
Im Juli 1916 sprach Low vor 1000 Zuhörern in einem Park in Newtongrange. Es wurden 13 Guinees zugunsten des Scottish Women's Foreign Hospital Fund gesammelt. Später im selben Jahr sammelte Low in Edinburgh Geld für die Tournee des „Edith Cavell X-Ray Car“ und stellte fest, dass über 30 Pfund durch Eintritte, Spenden und den Verkauf von Postkarten eingenommen worden waren. The Common Cause berichtete, dass der Röntgenapparat dem Scottish Women's Foreign Hospital Fund von den Bürgern Glasgows geschenkt worden war, und gab eine Liste von Orten an, an denen Besucher den Apparat vorgeführt bekommen konnten.
In einem Zeitungsartikel vom Juni 1917 über einen Women's Hospital Flag Day in der Gegend von Edinburgh vermerkt der Reporter, dass Low im September zuvor das Krankenhaus im Kloster Royaumont in der Nähe der Front besucht hatte und dass sie besonders von der Art und Weise beeindruckt war, wie dort Gasbrandverletzungen behandelt wurden. Im Dezember 1916 sprach Low auf einer Bergarbeiterversammlung in Broxburn, um Spenden für die Scottish Women's Foreign Hospitals zu sammeln. Sie schilderte den Rückzug des weiblichen Krankenhauspersonals mit der serbischen Armee und betonte, dass die Frauen nach ihrer Rückkehr trotz „schrecklicher Leiden“ als erstes wieder ihre Dienste angeboten hätten. Die Bergarbeiter stimmten einstimmig dafür, einen Teil ihres Wochenlohns während des gesamten Monats zu spenden.
Low erhielt im Sommer 1917 eine wichtige Aufgabe in Frankreich als Area Controller für das Women's Auxiliary Army Corps. Ihre Aufgaben sind in den War Dairies des Women's Auxiliary Army Corps detailliert beschrieben. In Le Havre im Februar 1918 gehörte dazu beispielsweise die Inspektion von Unterkünften, Küchen, Speisesälen und des Standorts einer geplanten Desinfektionsanlage. Am 19. Februar besuchte sie vier Vermittlungsstellen und stellte fest, dass es im Hafenbüro keine Kohle zum Heizen gab; an anderen Orten lobte sie die geleistete Arbeit oder wies auf notwendige Verbesserungen hin. Am 28. Februar begleitete sie Olave Baden-Powell auf einer Inspektionsreise.
Im Dezember 1919 wurde Low mit dem Order of the British Empire ausgezeichnet. The Gentlewoman erwähnte Lows Verdienste im Zusammenhang mit dem Queen Mary's Army Auxiliary Corps (QMAAC), wie das Women's Auxiliary Army Corps zu Kriegsende hieß, und der Women's Patriotic Service League.

### Spätere Jahre
Low war in den 1920er Jahren Vorsitzende des Edinburgh-Zweiges des QMAAC Old Comrades Club, dem sie bis in die 1940er Jahre verbunden blieb.
Die Edinburgh Evening News berichtete 1942, am Tag des silbernen Jubiläums des QMAAC, ausführlich über dessen Gründung im Jahr 1917. Darin wurden die verschiedenen Arbeiten, die von den Frauen ausgeführt wurden, und das Aussehen ihrer Uniform aufgeführt. Die Aktivitäten des QMAAC im Zweiten Weltkrieg und die Kantine, die in den Räumlichkeiten in Edinburgh für die damaligen Mitglieder des Frauendienstes eingerichtet worden war, wurden beschrieben. Und über Low selbst wurde berichtet, dass sie „immer noch eine herausragende Rolle in der nützlichen Arbeit des Clubs spielt“.
1946 gehörte Low zu denjenigen, die der späteren Königin Elizabeth II. bei einem königlichen Besuch in den Edinburgher Räumlichkeiten des Clubs vorgestellt wurden.
Low starb unverheiratet 1954 und wurde auf dem Friedhof ihres Geburtsort im Grab der Familie beigesetzt.